# Гринбрайер (Арканзас)
Гринбрайер (англ. Greenbrier, Arkansas) — город, расположенный в округе Фолкнер (штат Арканзас, США) с населением в 3042 человека по статистическим данным переписи 2000 года.

## География
По данным Бюро переписи населения США город Гринбрайер имеет общую площадь в 19,94 квадратных километров, водных ресурсов в черте населённого пункта не имеется.
Гринбрайер расположен на высоте 110 метров над уровнем моря.

## Демография
По данным переписи населения 2000 года в Гринбрайере проживало 3042 человека, 892 семьи, насчитывалось 1137 домашних хозяйств и 1247 жилых домов. Средняя плотность населения составляла около 151,3 человека на один квадратный километр. Расовый состав Гринбрайера по данным переписи распределился следующим образом: 97,37 % белых, 0,59 % — чёрных или афроамериканцев, 0,46 % — коренных американцев, 0,07 % — азиатов, 1,15 % — представителей смешанных рас, 0,36 % — других народностей. Испаноговорящие составили 0,99 % от всех жителей города.
Из 1137 домашних хозяйств в 42,5 % — воспитывали детей в возрасте до 18 лет, 61,7 % представляли собой совместно проживающие супружеские пары, в 13,2 % семей женщины проживали без мужей, 21,5 % не имели семей. 19,1 % от общего числа семей на момент переписи жили самостоятельно, при этом 7,0 % составили одинокие пожилые люди в возрасте 65 лет и старше. Средний размер домашнего хозяйства составил 2,68 человек, а средний размер семьи — 3,06 человек.
Население города по возрастному диапазону по данным переписи 2000 года распределилось следующим образом: 30,3 % — жители младше 18 лет, 9,1 % — между 18 и 24 годами, 31,9 % — от 25 до 44 лет, 18,9 % — от 45 до 64 лет и 9,8 % — в возрасте 65 лет и старше. Средний возраст жителей составил 32 года. На каждые 100 женщин в Гринбрайере приходилось 92,3 мужчин, при этом на каждые сто женщин 18 лет и старше приходилось 86,6 мужчин также старше 18 лет.
Средний доход на одно домашнее хозяйство в городе составил 37 351 доллар США, а средний доход на одну семью — 43 125 долларов. При этом мужчины имели средний доход в 28 699 долларов США в год против 24 630 долларов среднегодового дохода у женщин. Доход на душу населения в городе составил 17 950 долларов в год. 7,2 % от всего числа семей в округе и 9,1 % от всей численности населения находилось на момент переписи населения за чертой бедности, при этом 11,0 % из них были моложе 18 лет и 10,5 % — в возрасте 65 лет и старше.